# Pat Glennon
Pat Glennon, född 23 augusti 1927, död 14 februari 2004, var en australisk jockey.

## Biografi
Glennon växte upp i Ascot Vale i Melbourne, inte långt från Flemington Racecourse. Han red sin första vinnare, Alares (som tränades av hans far), på en lantbana i Bacchus Marsh vid 13 års ålder.
Glennon flyttade sedan till South Australia, där han red med stor framgång och blev snabbt en av de ledande lärlingarna i Adelaide. Han anknöt till Jim Cummings team (far till Bart), och red där Comic Court till seger i Melbourne Cup 1950. Han segrade även i 1959 års upplaga av löpet med Macdougal.
Glennon bosatte sig sedan utomlands för att söka ytterligare karriärsmöjligheter. Han bosatte sig på Irland, där han blev försteryttare åt Vincent O'Brien, och kom att vinna jockeychampionatet. Under tiden på Irland lärde han känna den franske tränaren Étienne Pollet, och flyttade sedan till Frankrike för att rida åt honom. I Frankrike kom han i kontakt med Sea Bird, och skulle rida honom till seger i alla löp som de ställde upp i, bland annat Epsom Derby och Prix de l'Arc de Triomphe. Sea Bird blev den högst rankade galopphästen genom tiderna av Timeform.
Pat Glennon är till 2022 den enda australiska jockeyn som har segrat i Epsom Derby, Melbourne Cup och Prix de L'Arc de Triomphe. Han avled den 14 februari 2004 vid 76 års ålder.